# فرخنده گلوسیمین
فرخنده گلوسیمین (نام علمی: Tangara icterocephala) گونه‌ای از پرندگان گنجشک‌سان از خانواده فرخندگان است که در کاستاریکا، پاناما، کلمبیا، اکوادور و شمال شرقی پرو یافت می‌شود. در جنگل‌های خزه‌دار، جنگل‌های همیشه سبز کوهستانی، جنگل‌های همیشه سبز دشت‌های گرمسیری و لبه‌های جنگل، همراه با جنگل‌های ثانویه بلند و زیستگاه آشفته با درختان و جنگل‌های باقی‌مانده زندگی می‌کند. ۱۳ سانتیمتر (۵٫۱ اینچ) طول و وزن ۲۲ گرم (۰٫۷۸ اونس) به‌طور متوسط، و دارای دوشکلی جنسی خفیف، با پرهای ماده کدرتر است. نرهای بالغ عمدتاً زرد روشن هستند، گلویی به رنگ سفید مایل به نقره‌ای است که در بالا با نوار سیاه روی گونه‌ها، رگه‌های سیاه در پشت و لبه‌های سبز رنگ تا بال‌ها و دم است. جوان‌ها کدرتر و سبزتر هستند.

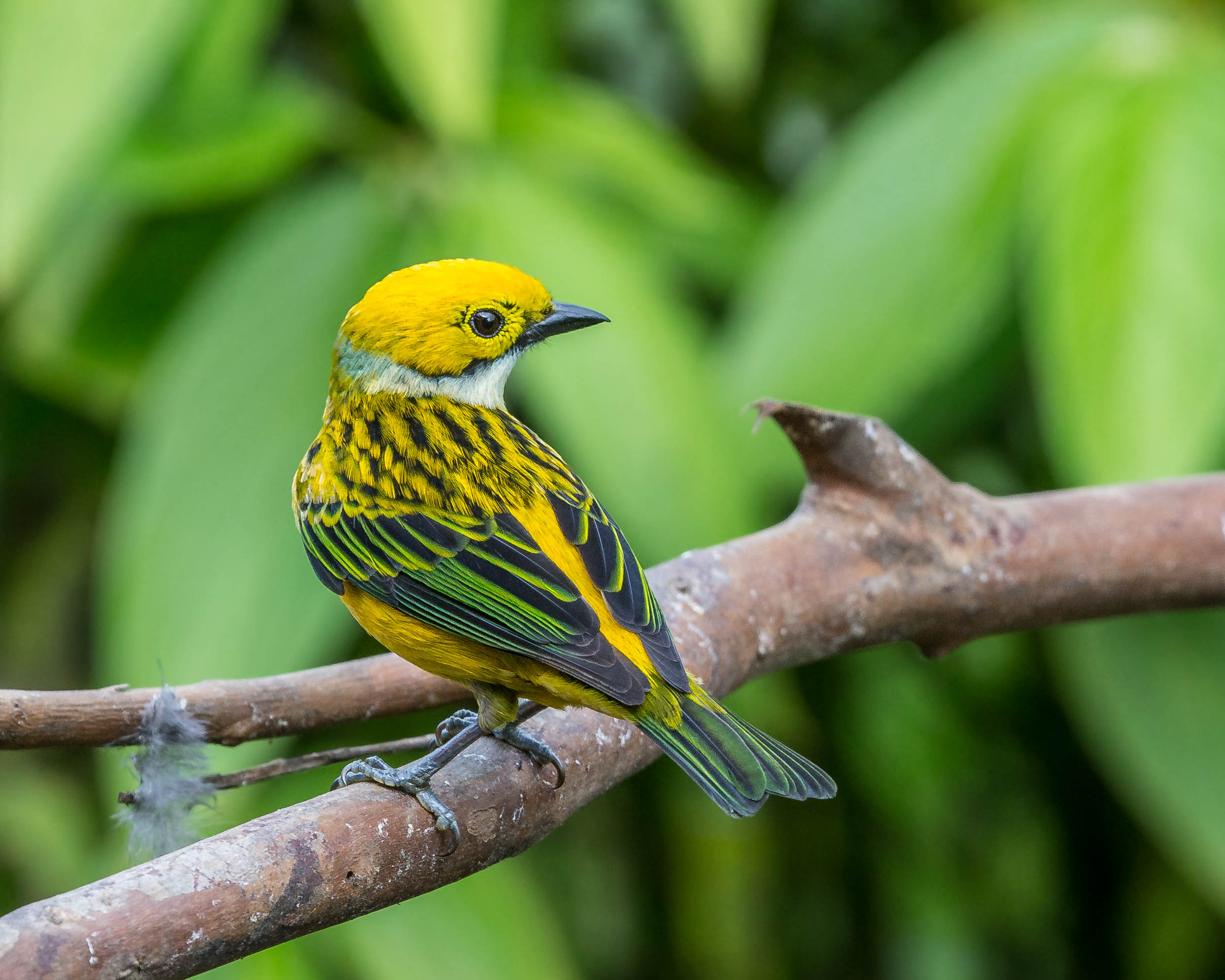
در کاستاریکا

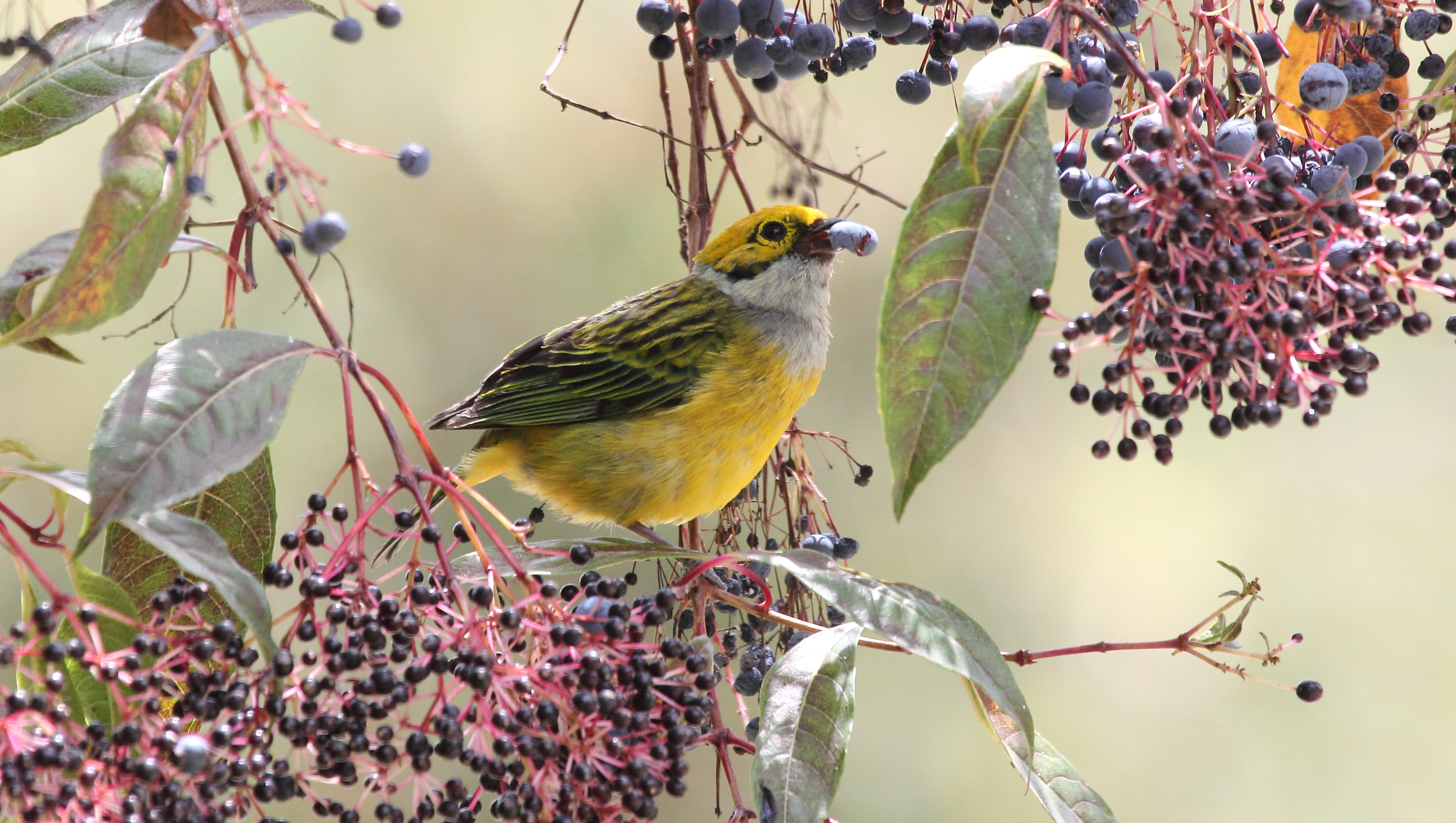
فرخنده گلوسیمین در حال تغذیه